# Куромша (верхний приток Юга)
Это статья о верхнем притоке реки Юг, статью о нижнем притоке см. здесь
Куромша — река в России, протекает в Подосиновском районе Кировской области. Устье реки находится в 100 км по левому берегу реки Юг. Длина реки составляет 11 км.
Исток реки находится у урочища Починок в 4 км к востоку от границы с Вологодской областью и в 10 км к северо-западу от посёлка Демьяново. Генеральное направление течения — северо-восток. Верхнее течение проходит по ненаселённой местности, незадолго до устья протекает деревню Линяково. Приток — Мостовица (левый). Ширина реки не превышает 10 м.

## Данные водного реестра
По данным государственного водного реестра России и геоинформационной системы водохозяйственного районирования территории РФ, подготовленной Федеральным агентством водных ресурсов:
- Бассейновый округ — Двинско-Печорский
- Речной бассейн — Северная Двина
- Речной подбассейн — Малая Северная Двина
- Водохозяйственный участок — Юг
- Код водного объекта — 03020100212103000011573